# الیدائونیا
الیدائونیا (به انگلیسی: Alidaunia) یک شرکت هواپیمایی است که در ۱۹۷۶ میلادی تأسیس شده‌است. دفتر مرکزی الیدائونیا در فوجیا، ایتالیا واقع شده‌است و قطب این شرکت هواپیمایی در فرودگاه فوگیا «گینو لیسا» قرار دارد و به ۳ مقصد، پرواز انجام می‌دهد.